# 1254년

## 연호
- 남송(南宋) 보우(寶祐) 2년
- 일본(日本) 겐초(建長) 6년
- 쩐 왕조(陳朝) 응우옌퐁(元豊) 4년

## 기년
- 남송(南宋) 이종(理宗) 30년
- 고려(高麗) 고종(高宗) 41년
- 몽골 몽케 칸 4년
- 쩐 왕조(陳朝) 태종(太宗) 30년

## 사건
- 최자가 《보한집》을 완성하다.
- 몽골의 고려 6차 침입.